# بوتش بيرد (لاعب كرة قدم أمريكية)
بوتش بيرد (بالإنجليزية: Butch Byrd)‏ هو لاعب كرة قدم أمريكية أمريكي، ولد في 20 سبتمبر 1941 في وترفليت في الولايات المتحدة.

## وصلات خارجية
- بوتش بيرد على موقع مرجع كرة القدم المحترفة.كوم (الإنجليزية)